# McCall’s
McCall’s— ежемесячный глянцевый женский журнал США. Один из самых известных журналов американских женщин.
Создан в 1873 году шотландским иммигрантом Джеймсом МакКоллом как журнал мод небольшого формата. Носил название The Queen («Королева»). В 1897 году был переименован издателем в McCall’s Magazine — The Queen of Fashion («Журнал МакКолл — Королева моды», позже сокращённо McCall’s).
На протяжении бо́льшей части XX века пользовался большой популярностью, достигнув в начале 1960-х годов тиража 8,4 миллиона экземпляров.
Основная аудитория — замужние женщины, семейные домохозяйки с детьми. На страницах журнала публиковались статьи о здоровье, уходу за внешностью и красотой, вопросы воспитания детей, описания зарубежных поездок, и, конечно, моды. Большой популярностью у читательниц пользовались фантастические произведения, которые печатались в журнале.
На протяжении ряда лет с журналом сотрудничали такие известные авторы, как Рэй Брэдбери, Курт Воннегут,Уилла Кэсер, Тим О’Брайен, Джон Стейнбек, Энн Тайлер, Джек Финней, Фрэнсис Скотт Фицджеральд и другие. В 1949—1952 в журнале вела колонку Элеонора Рузвельт. Сотрудником была одна из самый влиятельных кинокритиков не только США, но и мира Полин Кейл.
В 2000 году редакционный директор стала Рози О’Доннелл, и в 2001 году журнал был переименован в «Рози».
Выпуск журнала был приостановлен в 2002 году.